# Megapenthes limbalis
Megapenthes limbalis là một loài bọ cánh cứng trong họ Elateridae. Loài này được Herbst miêu tả khoa học năm 1806.